# Joyce Meléndez
Pour les articles homonymes, voir Meléndez.
Joyce Meléndez (née le 7 avril 1970) est une athlète portoricaine, spécialiste du 100 mètres haies.

## Biographie
Joyce Meléndez pratique les haies dès son jeune âge. Elle remporte deux médailles aux Championnats d'Amérique centrale et des Caraïbes 1986 des moins de 17 ans, l'une d'or au 300 m haies, l'autre d'argent au 100 m haies. En 1988 elle obtient encore le bronze aux Championnats d'Amérique centrale et des Caraïbes 1988 juniors, sur 400 m haies. Par la suite elle se consacre essentiellement au 100 m haies.
Elle réalise sa meilleure saison en 1993, lorsqu'elle remporte les Championnats d'Amérique centrale et des Caraïbes en 13 s 24 et termine troisième aux Jeux d'Amérique centrale et des Caraïbes. La même année elle établit son record personnel de 13 s 22, un record de Porto Rico.

### Palmarès
| Date | Compétition                                      | Lieu      | Résultat | Épreuve     | Performance |
| ---- | ------------------------------------------------ | --------- | -------- | ----------- | ----------- |
| 1993 | Championnats d'Amérique centrale et des Caraïbes | Cali      | 1re      | 100 m haies | 13 s 24     |
| 1993 | Jeux d'Amérique centrale et des Caraïbes         | Ponce     | 3e       | 100 m haies | 14 s 22     |
| 1995 | Championnats d'Amérique centrale et des Caraïbes | Guatemala | 3e       | 100 m haies | 13 s 57     |
| 1996 | Championnats ibéro-américains                    | Medellín  | 1re      | 100 m haies | 13 s 40 (w) |

### Records
| Épreuve     | Performance | Lieu         | Date          |
| ----------- | ----------- | ------------ | ------------- |
| 100 m haies | 13 s 22     | Kuortane     | 26 juin 1993  |
| 400 m haies | 59 s 43     | Philadelphie | 24 avril 1992 |